# Gesellschaft für Christlich-Jüdische Zusammenarbeit Stuttgart
Die Gesellschaft für Christlich-Jüdische Zusammenarbeit Stuttgart e. V. wurde 1948 gegründet und ist eine der größten Gesellschaften dieser Art in Deutschland. Die Gesellschaft ist Mitglied im Deutschen Koordinierungsrat der Gesellschaften für Christlich-Jüdische Zusammenarbeit und durch diesen im International Council of Christian and Jews (ICCJ). Eine enge Kooperation besteht mit der „Stiftung Stuttgarter Lehrhaus“. Die Aktivitäten der Gesellschaft werden vom Vorstand und einer Geschäftsstelle organisiert.

## Geschichte
Die Stuttgarter Gesellschaft ist einer der frühesten Vereine für christlich-jüdische Zusammenarbeit in Deutschland und wurde am 7. Dezember 1948 gegründet. Die Erfahrungen der nationalsozialistischen Diktatur sowie interreligiöse und -konfessionelle Motive spielten dabei eine wichtige Rolle. Zum unmittelbaren Zeitkontext gehört auch die UN-Deklaration der Menschenrechte am 10. Dezember 1948.
Nach der Gründung der Gesellschaft für Christlich-Jüdische Zusammenarbeit München 1948 sondierte einer ihrer Mitbegründer, Everett R. Clinchy (1897–1986), der Präsident des International Council of Christian and Jews (ICCJ), die Situation in Stuttgart. Clinchy sprach in Stuttgart „mit führenden Deutschen und Alliierten“ und wurde auch von der Stadt Stuttgart empfangen. Die Situation für einen Dialog zwischen den Religionen war günstig, denn die 1945 wieder neu gegründete jüdische Gemeinde hatte sich entscheidend konsolidiert: sie war gerade als Körperschaft des öffentlichen Rechts anerkannt worden und hatte einen eigenen Rabbiner eingestellt.
Inspirierend für die Gründung der Stuttgarter Gesellschaft für Christlich-Jüdische Zusammenarbeit wirkten auch die religiösen Aufbrüche der Nachkriegszeit: Die ökumenische Tagung von Oxford 1946 und die Gründung des ICCJ (1947), dessen Mitglied die GCJZ Stuttgart bis heute ist. Gleichwohl waren in den Gründerjahren immer wieder „mangelnde Sensibilität und Antisemitismus“ zu beklagen.
Die Grundstruktur eines dreigliedrigen Vorstands hat sich bis heute nicht verändert: Der Ministerialrat Heinrich Hassinger wurde 1948 als evangelischer, der Oberstudiendirektor Lehmann als katholischer und der Landesgerichtspräsident Robert Perlen als jüdischer Vorsitzender gewählt. Von den zahlreichen Ausschüssen, die die Arbeit des Vorstands unterstützen sollten, besteht allerdings nur noch der Erzieherausschuss.

## Ziele und Aufgaben
Der christlich-jüdische Dialog, die Erinnerung an den Holocaust und die sich daraus ergebende Verantwortung sowie das Eintreten für die Menschenrechte sind seit 1948 prägend für den Verein. Christliche und jüdische Bürger setzen sich dort gemeinsam für Gerechtigkeit, Freiheit und Solidarität ein. Die GCJZ unterstützt aktiv die Begegnung von Menschen verschiedener Religionen, Kulturen, gesellschaftlicher Bereiche und Nationalitäten, ist für die Einhaltung der Menschenrechte, gegen Rassismus und Intoleranz, Antijudaismus und Antisemitismus jeglicher Art, tritt für Fairness und Freundschaft mit Israel ein, versteht sich als aktives Mitglied der Bürgergesellschaft, stellt sich der Verantwortung, die sich aus der Geschichte ergibt, und setzt sich für eine Erinnerung ein, „die in die Zukunft wirkt“ (Roman Herzog). Der Lehreraustausch mit Israel und der seit 2014 verliehene Jenny-Heymann-Preis sind weitere Arbeitsschwerpunkte der GCJZ Stuttgart.

## Vorstand
Seit März 2011 ist Martin Schairer der evangelische Vorsitzende und Sprecher, Angelika Jung-Sattinger die jüdische Vorsitzende und Alfred Hagemann der katholische Vorsitzende. 2013 übernahm Elionora Rosenkranz das Amt der jüdischen Vorsitzenden.